# Punggi-eup
Punggi-eup (koreanska: 풍기읍)  är en köping i den centrala delen av Sydkorea, 160 km sydost om huvudstaden Seoul. Den ligger i stadskommunen Yeongju i provinsen Norra Gyeongsang. 